# سیارک ۱۵۶۰۶
سیارک ۱۵۶۰۶ (به انگلیسی: 15606 Winer، نامگذاری:2000GU122) پانزده هزار و ششصد و ششمین سیارک کشف شده‌است که در ۱۱ آوریل ۲۰۰۰ کشف شد.
قدر مطلق سیارک برابر ۱۴٫۳۰ است.